# Newport, Connacht
Newport (iriska: Baile Uí Fhiacháin) är en ort i republiken Irland.   Den ligger i grevskapet Maigh Eo och provinsen Connacht, i den nordvästra delen av landet, 220 km väster om huvudstaden Dublin. Newport ligger 12 meter över havet och antalet invånare är 616.
Terrängen runt Newport är platt söderut, men norrut är den kuperad.Runt Newport är det ganska glesbefolkat, med 25 invånare per kvadratkilometer. Närmaste större samhälle är Westport, 9,6 km söder om Newport. Trakten runt Newport består i huvudsak av gräsmarker.